# Cal València (Sant Andreu de la Barca)
Cal València és una obra del municipi de Sant Andreu de la Barca (Baix Llobregat) inclosa en l'Inventari del Patrimoni Arquitectònic de Catalunya.

## Descripció
Es tracta d'una casa d'estil popular, pis i golfes obertes. És la casa més ben conservada del poble, ja que no ha sofert modificacions. De fet, denota el tipus clàssic de casa de pagès de començament de segle xx.
Cup:
A l'eixida de la casa, que es troba just al darrere, es troba aquest cup de vi que es conserva en l'estat original però que en l'actualitat està abandonat i força deteriorat.
Graners:
Aquest conjunt de tres graners es troben a la part posterior de la casa, al segon pis, en un estatge on s'emmagatzemaven diferents productes agrícoles.
Estança:
S'hi accedeix des de les golfes i estava destinada a la matança del porc. Cal observar les diferents penjarolles amb els diferents impediments al llarg del filat fi d'impedir l'accés a la vianda per part dels ratolins.